# Мужун Си
Мужун Си (на китайски: 慕容熙; на пинин: Mùróng Xī) е император на Късна Йен, управлявал през 401 – 407 година.

## Биография
Той е роден през 385 година в семейството на сиенбейския военачалник Мужун Чуей, който малко преди това е основал държавата Късна Йен. Към 400 година вече заема командни длъжности в армията по време на войната срещу Когурьо. През следващата година умира племенникът му, император Мужун Шън, и със съдействието на неговата майка, с която изглежда има любовна връзка, Мужун Си става император. Управлението му се свързва с големи разходи за изграждането на огромни дворци и за издръжка на екстравагантния му двор.
През 407 година Мужун Си е отстранен и убит от Гао Юн, осиновен син на брат му Мужун Бао.